# Bản Thi
Bản Thi là một xã thuộc huyện Chợ Đồn, tỉnh Bắc Kạn, Việt Nam.

## Địa lý
Xã Bản Thì có vị trí địa lý:
- Phía bắc giáp xã Xuân Lạc và tỉnh Tuyên Quang
- Phía đông giáp các xã Đồng Lạc, Quảng Bạch, Ngọc Phái
- Phía nam giáp xã Yên Thượng và xã Yên Thịnh
- Phía tây giáp xã Yên Thịnh và tỉnh Tuyên Quang.

Xã Bản Thi có diện tích 64,7 km², dân số năm 2019 là 1.663 người, mật độ dân số đạt 28 người/km².
Bản Thi có tuyến đường liên xã nối đến tỉnh lộ 255 ở xã Yên Thịnh. Trên địa bàn có suối Bản Thi và suối Nhài.

## Hành chính
Xã Bản Thi được chia thành các thôn bản: Hợp Tiến, Khuổi Kẹn, Kéo Nàng, Nhượng, Thôm Tàu, Nhài, Phja Khao, Phiêng Lằm.